# Ludwig Börne

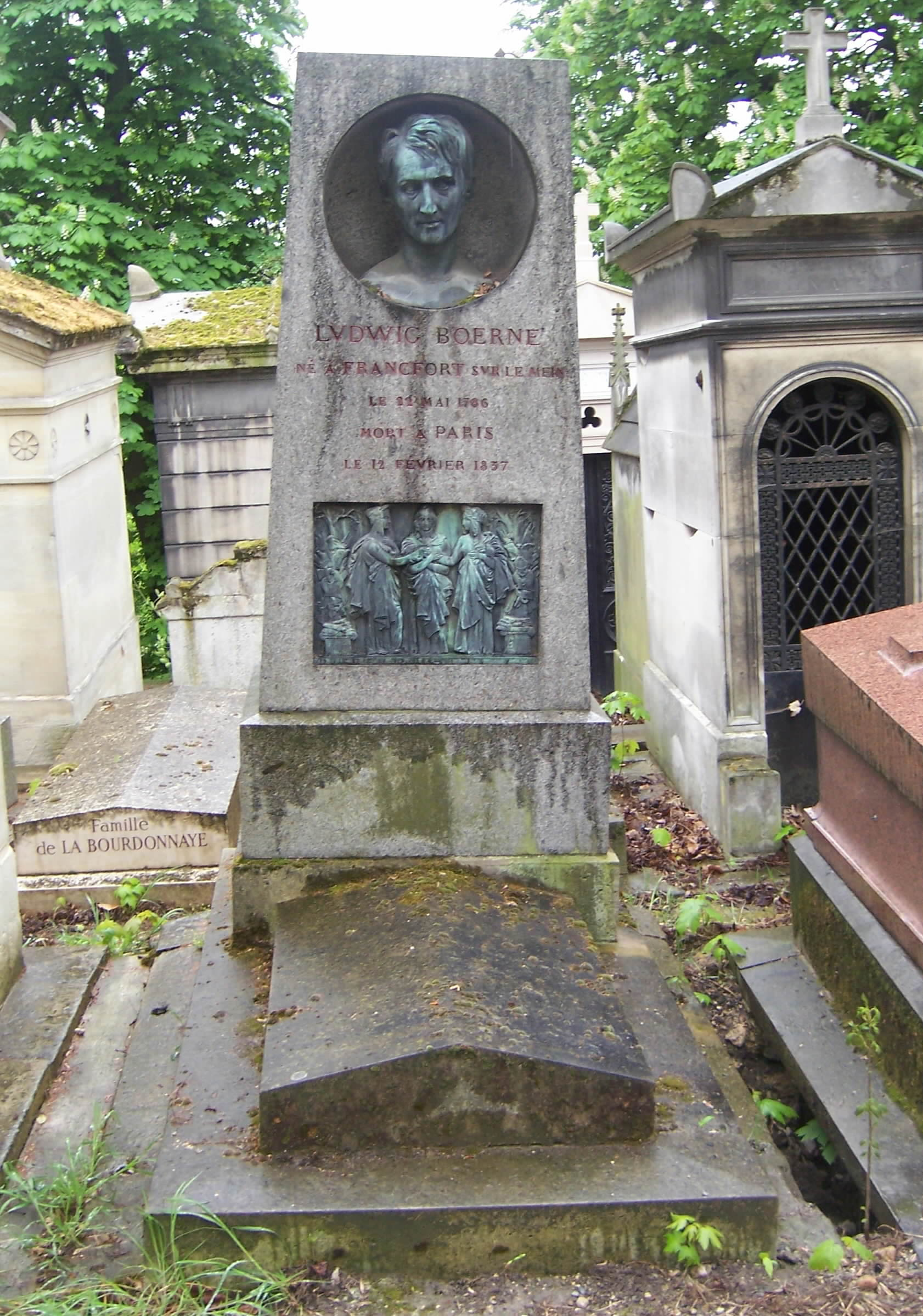
Hrob na pařížském hřbitově Père-Lachaise

Karl Ludwig Börne (rodným jménem Loeb Baruch; 6. května 1786 Frankfurt – 12. února 1837 Paříž) byl německý spisovatel, novinář a satirik židovského původu, významný představitel uměleckého hnutí Mladé Německo a politického liberalismu. Je považován za jednoho z nejvýznamnějších německých novinářů 19. století, zvláště v žánru fejetonu. Jeho nejznámějším dílem jsou satirické Dopisy z Paříže (Briefe aus Paris).

## Život
Byl synem bankéře Jakoba Barucha (1761–1827) a Julie roz. Gumpertz (1762–1838). Již v útlém mládí se začal bouřit proti sešněrování náboženskými judaistickými pravidly, což založilo jeho celoživotní negativní vztah k jakémukoli náboženství. On i jeho bratři byli vyučováni soukromě. Ve 14 letech začal studovat medicínu u profesora Hetzela v Gießenu, po roce byl poslán do Berlína, kde pokračoval v soukromém studiu u lékaře Markuse Herze, v jehož domě i bydlel. Posléze vystudoval ústavní právo a politickou filozofii na univerzitách v Heidelbergu a Giessenu. Tam získal v roce 1809 doktorát díky dizertaci Ueber die Geometrische Vertheilung der Staatsgebiete. Po svém návratu do Frankfurtu byl roku 1811 – v čase Napoleonovi vlády – jmenován policejním úředníkem, avšak v roce 1814 musel kvůli židovskému původu rezignovat na svůj post. Roztrpčen útlakem Židů v Německu se dal na žurnalistiku a redigoval frankfurtské liberální noviny Staatsristretto a Die Zeitschwingen. V roce 1818 konvertoval k luteránství a změnil si jméno na Ludwig Börne. V letech 1818 až 1821 redigoval časopis Die Wage, který proslul mj. divadelní kritikou. Noviny byly v roce 1821 zakázány a Börne se následně přestal žurnalistice a veřejnému životu věnovat. Vedl poklidný život v Paříži, Hamburku a Frankfurtu.
Když v Paříži vypukla roku 1830 červencová revoluce, odjel do Francie a usadil se tam v naději, že nová společnost naplní jeho očekávání. Ačkoli byl politickým vývojem ve Francii do jisté míry zklamán, pařížská zkušenost ho inspirovala k nové vlně publicistiky. Ta získala formu satirických dopisů adresovaných z Francie své staré vlasti. Psal a publikoval je ve svém časopise La Balance v letech 1830–1833, prvně vyšly souborně roku 1834 v Paříži pod názvem Briefe aus Paris. Dopisy z Paříže se staly jeho nejslavnější knihou a jsou považovány za mezník v historii německé žurnalistiky. Již krátce po vydání mu zajistily v Německu postavení významného autora a politického myslitele, přesto se do vlasti již nevrátil a zemřel v Paříži v roce 1837.

### Ohlas
K jeho známým citátům patří "Nic není trvalejšího než změna". Tuto větu si oblíbil i Heinrich Heine, byť po Börneově smrti právě Heine napsal nechvalně proslulou knihu, v níž Börneho znectil za jeho údajný "plytký politický aktivismus".
K dalším slavným Börneho bonmotům patří: „Když Pythagoras objevil svou poučku, obětoval sto volů. Od těch dob se všichni volové třesou, když se objeví nová pravda.“ Slavným citátem je též: „Láska k vlasti nesnese polovičatost. Kdo pro ni nedělá vše, nic pro ni nedělá; kdo jí vše neodevzdá, ten ji ve všem okrádá.“
Börne byl velmi oblíbeným autorem Sigmunda Freuda a Freudův životopisec Ernest Jones tvrdil, že Börne přímo inspiroval Freuda k metodě volné asociace. Měl tak učinit v eseji Umění stát se originálním spisovatelem, kde Börne napsal: "Vezměte si pár listů papíru a tři dny po sobě zapisujte bez jakéhokoli falšování nebo pokrytectví vše, co vás napadne. Napište, co si myslíte o sobě, o svých ženách, o turecké válce, o Goethovi... o posledním soudu i o těch, kdo jsou ve vaší moci. Po třech dnech budete překvapeni, jaké myšlenky se ve vás vyrojily. Tak se lze stát originálním spisovatelem za tři dny."
Je po něm pojmenováno město Boerne v Texasu (založené německými liberálními emigranty).

## Dílo

### V češtině
- Honestus – in: 1000 nejkrásnějších novel... č. 66, úvod František Sekanina, přeložila Karla Tavíková, s. 75–85. Praha: J. R. Vilímek, 1914
- Řeč o svobodném zednářství: 1811 – přeložil Pavel Levit; upravil František Jan Müller. Praha: F. J. Müller, 1937